# Jazgulem
Lo Jazgulem (in russo Язгулем, Мазардара o Обимазар) è un affluente di destra del Pjandž che scorre nella provincia autonoma del Gorno-Badachšan, nel Tagikistan orientale.
Trae origine dai ghiacciai del versante settentrionale dei monti dello Jazgulem. Scorre in direzione sud-ovest in una profonda valle attraverso le montagne del Pamir e confluisce infine nel Pjandž. Il fiume ha una lunghezza di 80 km e drena un'area di 1970 km². La sua portata media, a 6 km dalla foce, è di 36,2 m³/s. Lo Jazgulem è alimentato principalmente dalle acque di fusione dei ghiacciai. Nei mesi estivi, da giugno a settembre, dà spesso luogo a inondazioni. Esso è generalmente coperto da uno strato di ghiaccio tra la fine di novembre e febbraio.